# Wasai (Gemeinde Liebenfels)
Wasai ist eine Ortschaft in der Gemeinde Liebenfels im Bezirk Sankt Veit an der Glan in Kärnten (Österreich). Die Ortschaft hat 38 Einwohner (Stand 1. Jänner 2024). Die Ortschaft liegt zur Gänze auf dem Gebiet der Katastralgemeinde Liemberg. Der Ortsname leitet sich von slowenisch vosoje (= Schattseite) ab.

## Lage
Die Ortschaft liegt im Südwesten des Bezirks Sankt Veit an der Glan. Sie umfasst ein kleines Dorf am Nordhang südlich des Liembergbachs (unter anderem die Höfe Wassacher Nr. 2, Haschkeusche Nr. 4, Koflkeusche Nr. 8 und Moserkeusche Nr. 9) sowie einzelne Häuser im Liembergbachtal (unter anderem die Höfe Bachbartl Nr. 5, Luegger Nr. 6 und Karlkeusche Nr. 13). Im Süden ist der Ort mit der benachbarten Streusiedlung Mauer der Gemeinde Glanegg aus dem Nachbarbezirk Feldkirchen zusammengewachsen.

## Geschichte
Die Filialkirche Wasai wurde 1408 erstmals erwähnt. Der kleine Ort war in der ersten Hälfte des 19. Jahrhunderts Teil des Steuerbezirks Liemberg. Bei der Schaffung der politischen Gemeinden Mitte des 19. Jahrhunderts kam der Ort zur Gemeinde Liemberg, mit deren Auflösung 1958 zur Gemeinde Liebenfels.

## Bevölkerungsentwicklung
Für die Ortschaft zählte man folgende Einwohnerzahlen:
- 1869: 7 Häuser, 41 Einwohner[3]
- 1880: 7 Häuser, 46  Einwohner[4]
- 1890: 8  Häuser, 35 Einwohner[5]
- 1900: 10  Häuser, 50 Einwohner[6]
- 1910: 11  Häuser, 59 Einwohner[7]
- 1923: 11 Häuser, 42 Einwohner[8]
- 1934: 62 Einwohner[9]
- 1961: 9  Häuser, 58 Einwohner[10]
- 2001: 17 Gebäude (davon 15 mit Hauptwohnsitz) mit 23 Wohnungen; 48 Einwohner und 2 Nebenwohnsitzfälle; 16 Haushalte; 0 Arbeitsstätten, 4 land- und forstwirtschaftliche Betriebe[11]
- 2011: 18 Gebäude, 55 Einwohner, 18 Haushalte, 3 Arbeitsstätten[12]
- 2021: 19 Gebäude, 42 Einwohner, 18 Haushalte, 3 Arbeitsstätten[13]